# Policzyńce
Policzyńce – wieś w rejonie koziatyńskim obwodu winnickiego na Ukrainie, nad rzeką Klitynką, dopływem Hnyłopiata.

Pierwotnie nazywały się Pleso z dodatkiem Na Werchorudi Bystryckoj. Pleso oznaczało mokradło, bagno oparzyste trzęsawisko. Ziemie te nadane były przez Świdrygiełłę Tyszkiewiczom.  Wnet po nadaniu ku Wierchorudzie Bystryckoj poczęły napływać hordy. Szły zagonami od Krymu i rozpostarły się po ziemi berdyczowskiej. Po odpędzeniu hord, Tyszkiewicz Fedor osadza w Plesie niejakich Polickich. Od nich Pleso zostało nazwane Policzyńcami. Potem byli tu Nosarzewscy, wnet jednak widzimy tu Brańskich. Kozacy z Krzywonosem wkrótce napadają na te strony. Po odpędzeniu hajdamaków widzimy w Policzyńcach Chojeckich. Ci władają włością w ciągu 9 pokoleń...

Od rozbiorów w powiecie machnowieckim, od 1845 do 1918 w berdyczowskim.

## Dwór
- dwór znajdował się w starym parku[3]. Nie zachował się do naszych czasów[5]